# Буківна
Букі́вна — село в Україні, у Тлумацькій міській громаді Івано-Франківського району Івано-Франківського району Івано-Франківської області. Раніше у підпорядкуванні Олешівській сільській раді. Село розташоване на правому березі Дністра.

## Геологія
Біля села на правому березі Дністра відслонюються гірські породи мезозойської ери — відклади верхньої юри. Вони унікальні і єдині не тільки на Волино-Подільській плиті, але й на значній площі Східноєвропейської платформи. Ці відклади представлені переважно жовтувато-білими, доломітизованими, органогеннообломковими та оолітовими вапняками, мають відбитки кількох видів унікальних морських водоростей і різноманітний комплекс викопної фауни, рівного якому немає в Європі. Тут присутній своєрідний, властивий тільки цьому районові ендемічний, пізноюрський комплекс морських організмів. Також тут виявлено найдавніші сліди людей епохи раннього палеоліту і знайдені пам'ятки мустьєрського часу.

## Археологія
На східній околиці села на високому правому березі річки Дністер виявлено сліди Буківнянського городища — літописного міста Биковен. Городище складається з двох укріплених валом та ровом майданчиків, які є дитинцем (урочище Замчище) і посадом (урочище Городище) літописного (згадка 1214 р.) міста Биковен. Дослідженнями тут зафіксовано 9 культурно-історичних горизонтів від палеоліту до середньовіччя. У 1980 р. розкопками тут виявлено 192 об'єкти житлового господарського і ремісничого призначення, з них — 60 житлових споруд Х-ХІІІ ст. У центральній частині посаду, навпроти воріт, досліджено залишки дерев'яного храму і 72 поховання.
Буківнянське городище — один із найбільших міських комплексів Середнього Подністров'я. Перші укріплення були побудовані тут ще за часів трипільської культури. До цього ж часу відносяться виявлені в околицях городища штольні для видобутку кременю.
На північних околицях села в урочищі Спаське є велике городище, яке належить до епохи бронзи — раннього заліза.

## Історія
Перша письмова згадка про село припадає на 24 листопада 1435 року. 
Колись Буківна мала свій водяний млин, якого залишив по собі мельник Шпук. У селі був підвісний плетений міст від урочища Городище до Заруби. Те, що з плином часу занехаяли люди, не занедбує природа. Як і колись, в урочищі Прачка б'є цілюще джерело, воду з якого буківнянці беруть для приготування дитячих сумішей і для розбавлення спирту. Урочище Замчище дотепер щедро обдаровує місцевих жителів джерелицею багатою вмістом срібла. Про що згадує у своєму творі «Галицька брама» Степан Пушик.(Туристичний путівник «Тлумаччина — Перлина Покуття»)
У 1934—1939 рр. село входило до складу об'єднаної сільської ґміни Олешів Тлумацького повіту Станиславівського воєводства.
1939 року в Буківні проживало 750 мешканців, з них 715 українців-грекокатоликів, 20 українців-римокатоликів, 10 поляків, 5 німців. Також до села належала колонія Байки, у якій проживало 120 людей, з них 20 українців-грекокатоликів і 100 польських колоністів міжвоєнного періоду.
Свого часу тут був встановлений пам'ятник на честь Семена Івановича Сороки, діяча КПЗУ, обраного депутатом Народних зборів Західної України, який потім був головою Тлумацької міської ради. Також село відоме першим на Прикарпатті колективним господарством (колгоспом).
12 червня 2020 року, відповідно до Розпорядження Кабінету Міністрів України  № 714-р «Про визначення адміністративних центрів та затвердження територій територіальних громад Івано-Франківської області», увійшло до складу Тлумацької міської громади.
19 липня 2020 року, в результаті адміністративно-територіальної реформи та ліквідації Тлумацького району, село увійшло до складу новоутвореного Івано-Франківського району.

## Сучасність
У селі існує музей побуту та етнографії.
Діє релігійна громада УАПЦ Святого Пророка Іллі 